# 杜道坚
杜道坚（1237年—1318年），字处逸，号南谷子，安徽当涂人。元代著名道教学者，茅山宗道士。
年十四辞母去俗，著道士服。十七岁寄居天庆观，师蒙庵葛师中。后入茅山阅《道藏》，茅山第三十八代宗师蒋宗瑛见而器之，授大洞经法。继而云游东南，交接名僧，至宜兴张公洞隐居三年。宋度宗赐号“辅教大师”，主持计筹山升玄报德观。适值元军南渡，所在震动，乃前往伯颜军中为民请命，一方得以保全。随伯颜入见元世祖，言求贤养贤用贤之道，帝嘉纳之，命前往江南搜访遗逸。后诏令提点道教，住持杭州宗阳宫。元成宗大德七年(1303)授杭州路道录。皇庆元年(1312)赐授“隆道冲真崇正真人”，依旧住持宗阳宫，兼湖州计筹山升玄报德观、白石通玄观。
著作有《老子原旨》及《原旨发挥》、《关尹阐玄》、《文子缵义》等。《道德玄经原旨》（即《老子原旨》）一书多方调和儒、道，指出老子轻仁义，并非否认忠孝仁义，只是以道德为主，而反对巧诈。